# Szybkość
Szybkość – termin niejednoznaczny określający tempo zmian w czasie lub wielkość fizyczną.
Przykłady stosowania terminu szybkość:
1. Zmiana dowolnej wielkości w jednostce czasu
  - szybkość skanowania – kartek na minutę
  - szybkość procesora – taktów na sekundę, operacji na sekundę
  - szybkość odpowiadania
2. Wartość wektora prędkości (prędkość bez podania kierunku, zwrotu)
  - szybkość samochodu
  - szybkość marszu
  - szybkość samolotu

## Szybkość w sensie fizycznym

### Kontrowersje
W drugim znaczeniu szybkość jest rozumiana w różny sposób, przez jednych utożsamiana z prędkością, ostatnio przez niektórych dydaktyków fizyki i twórców podręczników szkolnych stosowany do odróżnienia szybkości jako wielkości niewektorowej (skalarnej) od prędkości jako wielkości wektorowej. Rozróżnienie to jest wzorowane na języku angielskim. W znaczeniu tym szybkość (od ang. speed) jest wartością (długością) wektora prędkości (od ang. velocity).
Podział ten nie ma uzasadnienia w mowie potocznej w dotychczasowym pojmowaniu pojęcia prędkość. Wprowadzenie tego podziału jest też nienaturalne, gdyż rozróżnienie takie nie występuje dla innych wielkości wektorowych, np. przyspieszenie, siła. Poglądy takie podziela Komisja Nazewnictwa Fizycznego Polskiego Towarzystwa Fizycznego.

### Zastosowania
Pojęcie szybkość w rozumieniu uznawanym tylko przez część fizyków:
Szybkość to skalarna wielkość fizyczna równa ilorazowi długości toru ruchu (drogi) i czasu, w którym ten tor został pokonany.
Szybkość (szybkość liniowa) – w fizyce w odniesieniu do ruchów prostoliniowych jest wartością wektora prędkości – kierunku i zwrotu wektora prędkości. W praktyce dość często używa się obu nazw zamiennie. Szybkość wyraża się w jednostkach długości przez jednostki czasu, np. m/s, km/h.
Szybkość z określnikiem jest również używana do innych wielkości wektorowych opisujących ruch które nazywane są prędkościami, i to w takiej samej relacji, jak dla szybkości liniowej, np.:
- szybkość kątowa (wielkość skalarna) – wartość wektora prędkości kątowej wyrażana jako zmiana wartości kąta przez czas (np. rad/s, °/s]) pozwala określić szybkość obrotu.

## W znaczeniu ogólnym
Jako pojęcie charakteryzujące zmiany pewnej wielkości zachodzące w czasie, szybkość jest synonimem terminu tempo, częstotliwość lub czas (np. "prędkość reakcji, odpowiedzi" jako "czas reakcji, odpowiedzi"). W sytuacjach, gdy może powstać niejednoznaczność o jaką szybkość chodzi, powinno używać się synonimu.
Różne przykłady stosowania określenia "szybkość":
- szybkość reakcji w kinetyce chemicznej (wyrażona w mol/dm³s, mol/s, Pa/s lub bezwymiarowa gdy dotyczy postępu reakcji);
- szybkość skanowania (szybkość przemiatania) może być wyrażona w jednostkach: kartek na minutę;
- w mikroskopii AFM w [nm/s];
- szybkość czytania;
- szybkość nagrzewania.